# Christian Schmitz (Wirtschaftswissenschaftler)
Christian Schmitz (* 1978) ist ein deutscher Wirtschaftswissenschaftler. Er ist Universitätsprofessor und Lehrstuhlinhaber am Sales Management Department  der Ruhr-Universität Bochum.

## Leben
Christian Schmitz studierte Betriebswirtschaftslehre an der Katholischen Universität Eichstätt. 2005 wurde er mit seiner Dissertation „Internationales Vertriebsmanagement für Industriegüter“ an der Universität St. Gallen promoviert. Im Anschluss war Christian Schmitz Leiter des Kompetenzzentrums für Business-to-Business Marketing und Vertrieb und Assistenzprofessor für Marketing an der Universität St. Gallen. 2013 erhielt er einen Ruf an die Ruhr-Universität Bochum. Seit 2014 ist er Universitätsprofessor für Vertriebsmanagement an der Ruhr-Universität Bochum sowie Hauptdozent für „Business-to-Business Marketing and Sales“ an der Executive School der Universität St. Gallen.

## Forschung und Lehre
Christian Schmitz’ Forschungsschwerpunkte liegen im Bereich Vertrieb, insbesondere im Sales Management, persönlichem Verkauf und Business-to-Business Marketing.
Schmitz entwickelte gemeinsam mit Jan Wieseke den ersten universitären Masterstudiengang Sales Management im deutschsprachigen Raum. Der Master „Sales Management“ wurde im Jahr 2018 in der von StudyCHECK.de als bester Management Studiengang Deutschlands ausgezeichnet.

## Auszeichnungen
- Unicum Professor des Jahres 2018, 1. Platz, Kategorie Wirtschaftswissenschaften / Jura[6]
- Junior Scientist Award 2012 Universität St. Gallen, 1. Platz, Kategorie beste Forschungsleistung